# Гаврюшкин, Владимир Иванович
Влади́мир Ива́нович Гаврю́шкин (1924 — 2003) — советский дипломат. Чрезвычайный и полномочный посол (1985).

## Биография
Родился в селе Кузьминское Рязанской губернии. В 1931 году семья переехала в Москву, где он окончив 9 классов средней школы, с октября 1942 по март 1943 года учился в Московском машиностроительном техникуме. Затем до июня 1943 года — во 2-м Московском военно-пехотном училище. После его расформирования дальнейшую службу проходил в 9-й гвардейской воздушно-десантной дивизии и в 298-м гвардейском стрелковом полку. В 1944 году участвовал в боях на Карельском фронте, а в 1945 году — на 2-м и 3-м Украинских фронтах. После окончания войны служил в Киевском военном округе. Демобилизовался 16 марта 1949 года.
- С июня 1948 года — экспедитор Управления делами ЦК КПСС.
- С февраля 1950 года — помощник заведующего отделом Управления делами ЦК КПСС.

В 1950 году окончил 10 классов Школы рабочей молодёжи. В 1955 году окончил вечернее отделение Института внешней торговли, а в 1960 году — аспирантуру при АОН при ЦК КПСС, сдав кандидатский минимум. С ноября 1952 по март 1961 года — секретарь секретаря ЦК КПСС.
На дипломатической работе с 1961 года.
- С марта 1961 по октябрь 1962 года — сотрудник центрального аппарата МИД СССР.
- С октября 1962 по июль 1967 года — сотрудник посольства СССР в Великобритании.
- С октября 1967 года — сотрудник II Европейского отдела МИД СССР.
- С октября 1969 года — сотрудник Отдела информации МИД СССР.
- С сентября 1971 по ноябрь 1972 года — председатель месткома МИД СССР.
- В 1972—1976 годах — сотрудник посольства СССР в Канаде.
- С ноября 1976 по февраль 1980 года — генеральный консул СССР в Монреале (Канада).
- С марта 1980 по апрель 1985 года — заместитель начальника Управления кадров МИД СССР.
- С 2 апреля 1985 по 12 октября 1988 года — чрезвычайный и полномочный посол СССР в Лесото[2][3][4].

## Награды
- Орден Красной Звезды
- Орден «Знак Почёта»
- Орден Отечественной войны II степени
- Медаль «За взятие Вены»
- Медаль «За победу над Германией в Великой Отечественной войне 1941—1945 гг.»